# 다양성 지수
다양성 지수(Diversity Index)란 특정 생태계의 종의 수나 사회에서 인종 또는 민족의 다양성을 나타내는 지수이다. 다양성 지수는 0부터 100까지의 범위로 나타나는데, 지수가 높아질수록 해당 지역에 인종과 민족이 다양하게 분포하고 있음을 의미한다.

## 개념
다양성지수는 임의로 선택한 두 사람의 인종과 민족이 다를 확률을 백분율로 나타낸다. 예를 들어 미국 사회의 다양성 지수가 55라면, 미국 사회에서 임의로 선택한 두명의 인종이 다를 확률이 55%라는 의미이다.

## 사례
미국은 2010년대 다양성지수가 55를 기록했는데 이것은 임의로 선택한 두 사람의 민족과 인종이 다를 가능성이 절반을 넘는다는 의미가 된다. 미국의 다양성 지수는 점점 증가하는 추세로, 1960년대만 해도 다양성지수는 20에 불과했다. 미국에서 다양성 지수가 가장 높은 지역은 뉴욕, 마이애미, 시카고, 샌프란시스코 등이다. 2060년에는 미국 인구 3명 중 2명은 이민자가 될 것이라는 전망이 나오고 있다.

## 같이 보기
- 문화 다양성
- 유효정당수
- 지니 계수

## 참고 문헌
1. 1 2  미국 다양성지수 역대 최고…'제2의 이민 물결', 아시아경제 2014.10.23
2. ↑  美에 `제2의 이민 물결`, 2060년 3명중 2명 이민자…백인비율 61%로 떨어질듯, 매일경제 2014.10.23